# "No Way to Prevent This", Says Only Nation Where This Regularly Happens

Trang chủ của The Onion vào ngày 25 tháng Năm năm 2022, sau vụ xả súng ở trường tiểu học Robb, có 21 ô báo cùng tiêu đề cho từng nạn nhân thiệt mạng trong vụ việc và cho mỗi lần bài báo được xuất bản.

"'No Way to Prevent This', Says Only Nation Where This Regularly Happens" (tạm dịch:  "'Không có Cách nào' để Ngăn chặn Điều này", Đất Nước Duy Nhất Nơi Điều Này Thường Xuyên Xảy Ra Nói") là tiêu đề của một loạt các bài báo được xuất bản nhiều lần mỗi năm bởi tổ chức báo châm biếm The Onion của Mỹ về tần suất của các vụ xả súng hàng loạt ở Hoa Kỳ và việc thiếu vắng hành động sau những sự cố như vậy.
Mỗi bài báo dài khoảng 200 từ, trình bày chi tiết địa điểm xảy ra vụ xả súng và số nạn nhân, nhưng về cơ bản thì vẫn giống nhau. Một người dân hư cấu—thường ở trong một tiểu bang không xảy ra vụ xả súng—được dẫn lời nói rằng vụ xả súng là "một thảm kịch khủng khiếp", nhưng "không ai có thể làm gì để ngăn chặn chúng [những vụ xả súng]." Bài báo kết thúc bằng cách chỉ ra rằng Hoa Kỳ là "quốc gia với nền kinh tế tiên tiến duy nhất trên thế giới có khoảng hai vụ xả súng hàng loạt xảy ra mỗi tháng trong tám năm qua," và rằng người Mỹ coi bản thân và tình hình là "bất lực".
Rolling Stone đã mô tả dòng tiêu đề như một "phần không thể thiếu của văn hóa Mỹ thế kỷ 21."

## Bối cảnh
Bài báo được xuất bản lần đầu tiên vào ngày 27 tháng Năm năm 2014, sau những vụ giết người tại Isla Vista. Kể từ đó, The Onion đã tái bản bài báo đó thêm 27 lần nữa tính đến tháng Mười Một năm 2022, gần như nguyên văn, chỉ với thay đổi nhỏ để phản ánh chi tiết cụ thể của từng vụ xả súng. Vào năm 2017, Marnie Shure, biên tập viên quản lý của The Onion, cho biết: "Bằng cách tái bản lại cùng một bài bình luận, nó tăng sức mạnh của bài bình luận gốc lên gấp mười lần mỗi lần. ... Sau những điều thực sự khủng khiếp này, chúng tôi có lời bình này thật sự rất thích hợp."
Sau khi The Onion đăng lại bài báo vào ngày 14 tháng Hai năm 2018, sau vụ xả súng trường trung học Stoneman Douglas, Jason Roeder, tác giả của bài báo gốc năm 2014, đã viết rằng anh ấy "không biết nó sẽ được áp dụng cho trường trung học cách một dặm từ nhà [của anh ấy]". Vào ngày 25 tháng Năm năm 2022, sau vụ xả súng ở trường tiểu học Robb, The Onion đăng tất cả 21 phiên bản của bài báo mà họ đã viết từ năm 2014 lên trang chủ của trang web và trên trang Twitter của họ. Họ cũng đã đăng tất cả 24 phiên bản bài báo trước đó đã xuất bản sau vụ xả súng tại Highland Park ngày 4 tháng Bảy; tổng số lượng bài báo đã tăng lên 25.

## Danh sách
Tính đến  tháng 9 năm 2024, The Onion đã xuất bản bài báo 37 lần, mỗi lần sau một vụ xả súng hàng loạt tại Hoa Kỳ.
| STT. | Ngày xuất bản        | Vụ xả súng                 |
| ---- | -------------------- | -------------------------- |
| 1    | 27 tháng 5 năm 2014  | Isla Vista, California     |
| 2    | 17 tháng 6 năm 2015  | Charleston, Nam Carolina   |
| 3    | 1 tháng 10 năm 2015  | Roseburg, Oregon           |
| 4    | 3 tháng 12 năm 2015  | San Bernardino, California |
| 5    | 2 tháng 10 năm 2017  | Las Vegas, Nevada          |
| 6    | 5 tháng 11 năm 2017  | Sutherland Springs, Texas  |
| 7    | 14 tháng 2 năm 2018  | Parkland, Florida          |
| 8    | 18 tháng 5 năm 2018  | Santa Fe, Texas            |
| 9    | 13 tháng 9 năm 2018  | Bakersfield, California    |
| 10   | 29 tháng 10 năm 2018 | Pittsburgh, Pennsylvania   |
| 11   | 8 tháng 11 năm 2018  | Thousand Oaks, California  |
| 12   | 1 tháng 6 năm 2019   | Virginia Beach, Virginia   |
| 13   | 4 tháng 8 năm 2019   | El Paso, Texas             |
| 14   | 4 tháng 8 năm 2019   | Dayton, Ohio               |
| 15   | 26 tháng 2 năm 2020  | Milwaukee, Wisconsin       |
| 16   | 17 tháng 3 năm 2021  | Atlanta, Georgia           |
| 17   | 23 tháng 3 năm 2021  | Boulder, Colorado          |
| 18   | 16 tháng 4 năm 2021  | Indianapolis, Indiana      |
| 19   | 26 tháng 5 năm 2021  | San Jose, California       |
| 20   | 16 tháng 5 năm 2022  | Buffalo, New York          |
| 21   | 25 tháng 5 năm 2022  | Uvalde, Texas              |
| 22   | 2 tháng 6 năm 2022   | Tulsa, Oklahoma            |
| 23   | 6 tháng 6 năm 2022   | Chattanooga, Tennessee     |
| 24   | 6 tháng 6 năm 2022   | Philadelphia, Pennsylvania |
| 25   | 4 tháng 7 năm 2022   | Highland Park, Illinois    |
| 26   | 14 tháng 10 năm 2022 | Raleigh, Bắc Carolina      |
| 27   | 20 tháng 11 năm 2022 | Colorado Springs, Colorado |
| 28   | 23 tháng 11 năm 2022 | Chesapeake, Virginia       |
| 29   | 23 tháng 1 năm 2022  | Monterey Park, California  |
| 30   | 24 tháng 1 năm 2023  | Half Moon Bay, California  |
| 31   | 14 tháng 2 năm 2023  | Đông Lansing, Michigan     |
| 32   | 27 tháng 3 năm 2023  | Nashville, Tennessee       |
| 33   | 10 tháng 4 năm 2023  | Louisville, Kentucky       |
| 34   | 8 tháng 5 năm 2023   | Allen, Texas               |
| 35   | 5 tháng 7 năm 2023   | Philadelphia, Pennsylvania |
| 36   | 26 tháng 10 năm 2023 | Lewiston, Maine            |
| 37   | 4 tháng 9 năm 2024   | Winder, Georgia            |

## Tiếp nhận
Tờ New York Times đã viết vào năm 2017 rằng "mỗi lần The Onion xuất bản dòng tiêu đề cụ thể này, nó dường như sẽ vụt bay quanh internet nhanh như tên lửa với nhiều lực hơn" và rằng dòng tiêu đề, "với mỗi lần sử dụng, dường như chuyển mình từ bình luận chính trị bi hài về kiểm soát súng thành tiếng vang của tuyệt vọng". Mashable đã viết rằng "[k]hông có gì nắm bắt được cảm giác chán nản và bất lực đó" sau các vụ xả súng hàng loạt lớn như những bài báo của The Onion này, nói thêm rằng "[k]hông thiếu gì những tác phẩm The Onion xuất sắc, nhưng không có bài nào làm rung động được lòng người—hoặc dự đoán trước một cách bi thảm—như bài viết 'Không có Cách nào'."
Tờ Washington Post đã viết rằng, với những bài báo này, The Onion "có vẻ như đã gói trọn được sự chán nản và vô vị được cảm nhận bởi rất nhiều người" sau các vụ xả súng hàng loạt, lưu ý thêm về việc các bài báo thu hút và làm tăng lên lưu lượng truy cập Internet và mức độ phổ biến của chúng trên mạng xã hội.
Huffington Post đã trích dẫn những bài báo này là "một số bài bình luận rung động nhất về việc đất nước thiếu hoàn toàn hành động đối với bạo lực súng đạn", tiếp tục nói rằng chúng đã trở thành "yếu tố chính của phản ứng trên mạng xã hội đối với các vụ xả súng hàng loạt", và trích dẫn mức độ chia sẻ rộng rãi của chúng trên Facebook và Twitter. The Daily Beast đã đề cập đến các bài báo trong một bài viết có tiêu đề "Cách 'The Onion' Trở Thành Một trong những Tiếng Nói Mạnh Mẽ Nhất về Kiểm Soát Súng". Tương tự, Wired đã đề cập đến nó trong một bài báo thảo luận về sức mạnh của châm biếm của The Onion khi đối mặt với bạo lực súng đạn, có tựa đề "Chỉ The Onion Mới Có thể Cứu Chúng ta Bây Giờ thôi".